# Cổ Lĩnh Nhai Thiếu Niên Sát Nhân Sự Kiện
Cổ Lĩnh Nhai Thiếu Niên Sát Nhân Sự Kiện (Tên gốc tiếng Hoa: 牯嶺街少年殺人事件; Tên tiếng Anh: A Brighter Summer Day; Dịch nghĩa: Sự kiện thiếu niên giết người ở phố Cổ Lĩnh) là bộ phim điện ảnh Đài Loan nổi tiếng của đạo diễn Dương Đức Xương, ra mắt vào ngày 27 tháng 7 năm 1991 tại Đài Loan. Bộ phim đại diện cho Đài Loan vào vòng tranh Giải Oscar cho phim ngoại ngữ hay nhất của Viện Hàn Lâm Mỹ lần thứ 64 nhưng không được đề cử. Đây là bộ phim được đánh giá là tuyệt tác của điện ảnh Hoa Ngữ nói riêng và điện ảnh thế giới nói chung.

## Cốt truyện
Câu chuyện xoay quanh Tiểu Tứ, thiếu niên 14 tuổi sinh ra trong một gia đình gốc Thượng Hải, chuyển đến Đài Loan theo Quốc Dân Đảng. Đầu những năm 60 thế kỷ 20 ở Đài Loan, toàn xã hội bao trùm trong Khủng bố trắng. Thế hệ của cha mẹ Tiểu Tứ sống bạc nhược với những cuộc tra tấn về tinh thần. Để củng cố niềm tin mỏng manh, Tiểu Tứ cũng tham gia một băng Đảng và sau đó có tình cảm với bạn gái của thủ lĩnh đối thủ Honey, Tiểu Minh. Bộ phim tái hiện rất chân thật tình hình xã hội Đài Loan thập niên 60 của thế kỷ 20, về những xung đột người bản địa và người nhập cư, tình trạng bất ổn trong thời kỳ Khủng bố trắng.
Trước khi gặp Tiểu Minh, Tiểu Tứ là một học sinh giỏi điển hình, niềm hy vọng của cha mẹ và niềm tự hào của anh chị em của cậu ấy (gia đình hy vọng cậu ấy đủ điều kiện vào một trường đại học danh tiếng để nâng cao vị thế xã hội của gia đình trong tương lai). Những người bạn của Tiểu Tứ là Tiểu Miêu và Máy Bay, mặc dù cùng tham gia băng nhóm nhưng hoàn toàn không tham gia bạo lực, khác với những người ở Tiểu Công Viên.
Sau khi yêu thích Tiểu Minh, Tiểu Tứ rơi xuống vực thẳm không đáy và bắt đầu được dẫn dắt bởi nhiều thế lực khác nhau từ thế giới bên ngoài. Đối tượng mà Tiểu Tứ ngưỡng mộ, Honey đã chết, lòng tự trọng và tinh thần của người cha luôn được kính trọng bị tổn hại nghiêm trọng do một sự cố nào đó, và Tiểu Minh, cô gái lớn trước tuổi và có nhiều bạn trai khiến Tiểu Tứ như bị chơi đùa. Cảm giác của Tiểu Tứ cuối cùng cũng dấn thân vào con đường tội ác, mong muốn chấm dứt nguyên nhân sâu xa của vụ việc bằng chính con dao của mình. Nhưng điều Tiểu Tứ không biết là kết cục của cậu chỉ là một mắt xích không đáng kể trong chuỗi bi kịch này.

## Diễn viên
- Trương Chấn (Chang Chen) - Tiểu Tứ
- Dương Tĩnh Di (Lisa Yang) - Tiểu Minh
- Trương Quốc Trụ - cha của Tiểu Tứ
- Kim Nhạn Linh - mẹ của Tiểu Tứ
- Vương Khải Tán - Tiểu Miêu
- Kha Vũ Luân - Máy Bay
- Đàm Chí Cường - Tiểu Mã
- Lâm Hồng Minh - Honey
- Vương Quyên - chị cả của Tiểu Tứ
- Trương Hàn - anh trai của Tiểu Tứ
- Khương Tú Quỳnh - chị hai của Tiểu Tứ
- Trần Hoành Vũ - Xảo Quyệt

## Nhân viên
- Đạo diễn: Dương Đức Xương
- Nhà sản xuất: Dư Vì Ngạn
- Biên kịch: Dương Đức Xương, Lại Minh Đường, Dương Thuận Thanh, Hồng Hồng
- Quay phim: Trương Huệ Cung, Lý Long Vũ
- Biên tập: Trần Bác Văn
- Trợ lý đạo diễn: Cù Hựu Ninh
- Kỹ thuật âm thanh: Đỗ Đốc Chi

## Quá trình làm phim và phát hành
Bộ phim dựa trên câu chuyện có thật, "Sự kiện Mao Võ" về vụ án thiếu niên giết người đầu tiên xảy ra khi Quốc Dân Đảng của Tưởng Giới Thạch đến Đài Loan. Đương sự chính là bạn học cùng lớp của Dương Đức Xương tại trường trung học Kiến Trung. Sự việc gây chấn động ngày đó khiến Dương Đức Xương nhất thời khắc sâu. Ban đầu chỉ tập trung vào tình cảm bình thường, sau đó Dương Đức Xương mới phát triển kịch bản thành bộ sử thi.
Sau khi thực hiện xong bộ phim Phần tử khủng bố, Dương Đức Xương bắt tay vào xây dựng kịch bản. Việc tìm diễn viên phù hợp với kịch bản thực sự khó khăn. Cuối cùng Dương Đức Xương cast cha con ruột Trương Quốc Trụ và Trương Chấn vào phim, tên của họ cũng lấy làm tên nhân vật. Đây là vai diễn đầu tiên của nam tài tử Trương Chấn, người sau này nổi tiếng với các bộ phim của Vương Gia Vệ, Hầu Hiếu Hiền và Lý An. Năm 1996, Trương Chấn cũng tham gia một bộ phim khác của Dương Đức Xương có tên là Mahjong.
Phần lớn các diễn viên trong phim đều là diễn viên không chuyên, vì vậy họ phải tham gia đào tạo diễn xuất trong khoảng một năm trước thời điểm quay phim.
Bộ phim "Cổ Lĩnh Nhai Thiếu Niên Sát Nhân Sự Kiện" này đã được quay từ mùa hè năm 1990 đến mùa xuân năm sau. Ở giữa, nó đã trải qua sự rút tiền của các nhà đầu tư. Lý do là ngân sách quay phim đang tăng lên. Lý do thực sự là để bắt kịp cuộc khủng hoảng tài chính. Ban đầu dự định quay một bộ phim nhỏ trong một tháng, không có tiền trong một tháng. May mắn thay, một công ty thu âm, tài trợ tạm thời, đoàn làm phim đã không điểu thú tán. Sau đó, công ty đã phát hành bản nhạc gốc của "Cổ Lĩnh Nhai" và bán được hơn 100.000 bản mỗi tuần.
Năm 1991, bộ phim có nộp lên Liên hoan phim quốc tế Cannes, nhưng bị từ chối vì thời lượng quá dài (gần 4 tiếng đồng hồ).
Ngày 27 tháng 7 năm 1991, bộ phim ra mắt tại quê nhà Đài Loan.
Năm 2016, bộ phim đã được phục chế ở định dạng Blue-Ray.

## Giải thưởng[liên kết hỏng]
- Liên hoan phim Kim Mã Đài Bắc lần thứ 28 (1991)
  - Phim hay nhất
  - Đề cử Đạo diễn xuất sắc nhất (Dương Đức Xương)
  - Đề cử Nam diễn viên chính xuất sắc nhất (Trương Chấn/Trương Quốc Trụ)
  - Đề cử Nữ diễn viên chính xuất sắc nhất (Dương Tĩnh Di)
  - Đề cử Nữ diễn viên phụ xuất sắc nhất (Kim Nhạn Linh/Khương Tú Quỳnh)
  - Đề cử Kịch bản gốc xuất sắc nhất
  - Đề cử Quay phim xuất sắc nhất
  - Đề cử Thiết kế nghệ thuật xuất sắc nhất
  - Đề cử Thiết kế xuất sắc nhất
  - Đề cử Âm thanh hay nhất
- Liên hoan phim quốc tế Tokyo lần thứ 4  (1991)
  - Đề cử Phim hay nhất
  - Giải thưởng Ban Giám khảo
  - Giải của Phê bình phim quốc tế
- Liên hoan phim quốc tế Singapore năm 1992, Giải thưởng đạo diễn xuất sắc nhất
- Phim hay nhất của Liên hoan phim châu Á Thái Bình Dương lần thứ 36 năm 1991
- Đạo diễn xuất sắc nhất của Liên hoan phim Nantes ba châu tại Pháp năm 1991
- Trình chiếu tại Liên hoan phim Berlin 1992

## Đánh giá
"Cổ Lĩnh Nhai Thiếu Niên Sát Nhân Sự Kiện" được coi là một trong những kiệt tác xuất sắc nhất của điện ảnh Hoa Ngữ.
Năm 2011, LHP Kim Mã đã xếp phim đứng thứ hai trong 100 phim xuất sắc nhất mọi thời đại của điện ảnh Hoa Ngữ.
Bộ phim cũng xếp thứ 123 trong danh sách 1000 phim hay nhất trong lịch sử điện ảnh của trang web dữ liệu theyshootpictures.com.